# Jack Roscamp
John „Jack“ Roscamp (* 8. August 1901 in Blaydon, England; † 16. August 1939 in Shrewsbury, England) war ein englischer Fußballspieler, der für seine rustikale Spielweise bekannt war. 
Er begann seine aktive Laufbahn in Wallsend. Im November 1922 schloss er sich den Blackburn Rovers an. Der Angriffsspieler debütierte für die Rovers am 29. September 1923 im Heimspiel gegen West Bromwich Albion in der First Division. In den Anfangsjahren galt er als hartarbeitender, unspektakulärer Außenläufer. Dank seinem körperlich geprägten Spiel konnte er seine technischen Schwächen kompensieren. Nach dem Abgang des etatmäßigen Mittelstürmers Ted Harper setzte ihn Cheftrainer Bob Crompton testweise auf dessen Position ein. Der Positionswechsel glückte und Roscamp erzielte in den ersten fünf Partien sieben Treffer. In der Saison 1928/29 wechselte er von der Position des Mittelstürmers, die er bis dahin ausgefüllt hatte, auf diejenige des Rechtsaußen. Diese Umstellung erwies sich als wenig erfolgreich, sodass er in den beiden folgenden Spielzeiten abwechselnd als Mittelstürmer, rechter Außenläufer sowie rechter Außenstürmer agierte. Im Finale des FA Cups 1928 gegen Huddersfield Town traf er in der ersten Minute zum Führungstreffer für die Rovers, später gelang ihm ein weiterer Treffer zum 3:1-Erfolg. Im April 1932 verließ er den Ewood Park und schloss sich Bradford City an. Insgesamt absolvierte er während seiner aktiven Laufbahn 223 Ligaspiele in der Football League und erzielte 38 Treffer. Im FA Cup bestritt Roscamp 26 Begegnungen, in denen ihm sieben Torerfolge gelangen. In der Saison 1934/35 war er für Shrewsbury Town aktiv, bei denen er in derselben Spielzeit auch das Amt des Cheftrainers bekleidete.

## Titel
- FA Cup (1928)